# Talara semiflava
Talara semiflava là một loài bướm đêm thuộc phân họ Arctiinae, họ Erebidae.